# Byzantion
Byzantion (nom complet: Byzantion. Revue internationale des études byzantines) és una revista acadèmica francobelga d'estudis romans d'Orient publicada a Brussel·les.

## Història
El 1932, durant el V Congrés Internacional d'Historiadors celebrat a Brussel·les, es proposà la creació d'una revista internacional d'estudis romans d'Orient. El 1924 ja se n'havia preparat el primer número, dedicat a Nikodim Kondakov. Els fundadors de la revista foren Paul Graindor i Henri Grégoire. Inicialment fou publicada a París i Lieja (1924-1929), després a París i Brussel·les (1930), després només a Brussel·les (1931-1940 i del 1948 ençà) i posteriorment a Boston (1941-1945).